# KBS Cup
La KBS Cup è una competizione goistica sudcoreana.
La KBS Cup è sponsorizzata da KBS. Dal 1980 al 2003 il torneo è stato chiamato KBS Baduk Wang, ma è stato successivamente ribattezzato KBS Cup.
Il tabellone principale è composto da 16 giocatori che competono in un torneo a eliminazione diretta. C'è un tabellone dei vincitori e uno dei perdenti, che si incontrano per decidere il titolo; la finale è un incontro al meglio delle tre partite.
Il tempo di riflessione è di 5 minuti con byo-yomi. 
È trasmesso in diretta da KBS 1TV.

## Vincitori
| Giocatore      | Titoli | Anni                                                      |
| -------------- | ------ | --------------------------------------------------------- |
| Cho Hun-hyun   | 12     | 1980, 1981, 1984-1987, 1989, 1990, 1992, 1996, 1997, 1999 |
| Lee Chang-ho   | 11     | 1988, 1991, 1994, 1998, 2001, 2002, 2004, 2005, 2007–2009 |
| Park Jung-hwan | 5      | 2010–2012, 2015, 2017                                     |
| Shin Jin-seo   | 4      | 2019–2021, 2023                                           |
| Lee Se-dol     | 3      | 2006, 2013, 2016                                          |
| Seo Bong-soo   | 1      | 1983                                                      |
| Yoo Chang-hyuk | 1      | 1995                                                      |
| Mok Jin-seok   | 1      | 2000                                                      |
| Song Dae-kon   | 1      | 2003                                                      |
| Lee Dong-hoon  | 1      | 2014                                                      |
| Shin Min-jun   | 1      | 2018                                                      |

## Albo d'oro
| Edizione | Anno | Vincitore      | Punteggio     | Finalista      |
| -------- | ---- | -------------- | ------------- | -------------- |
| 1        | 1980 | Cho Hun-hyun   | 2–0           | No Yeongha     |
| 2        | 1981 | Cho Hun-hyun   | 2–0           | Kim Hee-jung   |
|          | 1982 | non disputato  | non disputato | non disputato  |
| 3        | 1983 | Seo Bong-soo   | 2–0           | Kim Jwa-gi     |
| 4        | 1984 | Cho Hun-hyun   | 2–1           | Seo Bong-soo   |
| 5        | 1985 | Ha Chan-seok   | 2–1           | Kim Hee-jung   |
| 6        | 1986 | Cho Hun-hyun   | 2–1           | Kim Hee-jung   |
| 7        | 1987 | Cho Hun-hyun   | 2–0           | Seo Bong-soo   |
| 8        | 1988 | Lee Chang-ho   | 2–0           | Kim Soo-jang   |
| 9        | 1989 | Cho Hunhyun    | 2–1           | Seo Nung-wuk   |
| 10       | 1990 | Cho Hunhyun    | 2–1           | Cho Hun-hyun   |
| 11       | 1991 | Lee Chang-ho   | 2–1           | Cho Hun-hyun   |
| 12       | 1992 | Cho Hun-hyun   | 2–0           | Yoo Chang-hyuk |
|          | 1993 | non disputato  | non disputato | non disputato  |
| 13       | 1994 | Lee Chang-ho   | 2–0           | Cho Hun-hyun   |
| 14       | 1995 | Yoo Chang-hyuk | 2–0           | Lee Chang-ho   |
| 15       | 1996 | Cho Hun-hyun   | 2–1           | Lee Chang-ho   |
| 16       | 1997 | Cho Hun-hyun   | 2–0           | Lee Chang-ho   |
| 17       | 1998 | Lee Chang-ho   | 2–0           | Jung Soo-hyun  |
| 18       | 1999 | Cho Hun-hyun   | 2–0           | Lee Chang-ho   |
| 19       | 2000 | Mok Jin-seok   | 2–1           | Lee Chang-ho   |
| 20       | 2001 | Lee Chang-ho   | 2–0           | Lee Se-dol     |
| 21       | 2002 | Lee Chang-ho   | 2–1           | Lee Sanghun    |
| 22       | 2003 | Song Dae-kon   | 2–0           | Park Byeongkyu |
| 23       | 2004 | Lee Chang-ho   | 2–0           | Cho Han-seung  |
| 24       | 2005 | Lee Chang-ho   | 2–0           | Yoo Chang-hyuk |
| 25       | 2006 | Lee Se-dol     | 2–0           | Choi Cheol-han |
| 26       | 2007 | Lee Chang-ho   | 2–1           | Cho Han-seung  |
| 27       | 2008 | Lee Chang-ho   | 2–1           | Lee Se-dol     |
| 28       | 2009 | Lee Chang-ho   | 2–0           | Kang Dong-yun  |
| 29       | 2010 | Park Jung-hwan | 2–0           | Paek Hongsuk   |
| 30       | 2011 | Park Jung-hwan | 2–0           | Paek Hongsuk   |
| 31       | 2012 | Park Jung-hwan | 2–1           | Lee Chang-ho   |
| 32       | 2013 | Lee Se-dol     | 2–1           | Park Jung-hwan |
| 33       | 2014 | Lee Dong-hoon  | 2–0           | Park Jung-hwan |
| 34       | 2015 | Park Jung-hwan | 2–1           | Lee Se-dol     |
| 35       | 2016 | Lee Se-dol     | 2–0           | Na Hyun        |
| 36       | 2017 | Park Jung-hwan | 2–0           | Kim Ji-seok    |
| 37       | 2018 | Shin Min-jun   | 2–0           | Park Jung-hwan |
| 38       | 2019 | Shin Jin-seo   | 2–1           | Shin Min-jun   |
| 39       | 2020 | Shin Jin-seo   | 2–0           | An Sung-joon   |
| 40       | 2021 | Shin Jin-seo   | 2–0           | Park Jung-hwan |
|          | 2022 | non disputato  | non disputato | non disputato  |
| 41       | 2023 | Shin Jin-seo   | 2–0           | Park Jung-hwan |